# Военно-научное общество при центральном доме офицеров
Военно-научное общество при центральном доме офицеров (бел. Ваенна-навуковае таварыства пры Цэнтральным доме афіцэраў) - общественное объединение Республики Беларусь. Является добровольным, творческим, военно - научным объединением офицеров, находящихся в запасе(отставке),  предназначенным для изучения и обобщения опыта Великой Отечественной войны и локальных конфликтов, а также участия в воспитании граждан Республики Беларусь в духе патриотизма.
Аббревиатура — ВНО ОО
Деятельность членов ВНО определяется Уставом общественного объединения Военно-научное общество.
Финансирование деятельности военно-научного общества осуществляется за счёт добровольных членских взносов и иных источников, не запрещённых законодательством.

## Задачи Военно-научного общества
- Изучение и исследование операций Великой Отечественной войны и локальных военных конфликтов, обобщение и распространение в войсках боевого опыта, боевых традиций воинских частей и соединений Вооружённых сил РБ;
- ведение работы по военно-патриотическому воспитанию военнослужащих и гражданской молодёжи;
- разъяснение политики государства, решений Президента и Правительства по укреплению обороноспособности государства;
- борьба с фальсификацией военной истории, прежде всего истории Великой Отечественной войны;
- содействие укреплению взаимных связей с организациями ветеранов вооружённых сил стран - членов Содружества Независимых Государств;
- ведение работы по созданию мемуарных и публицистических произведений военной и военно-исторической тематики;
- организация взаимодействия и обмен опытом работы с военно-научным обществом при культурном центре Вооружённых сил Российской Федерации.

## Структура и режим деятельности ВНО
Члены военно-научного общества проводят свою работу под руководством заместителя начальника Генерального штаба Вооружённых сил по научной работе, во взаимодействии с должностными лицами главного управления идеологической работы Министерства обороны, Центральным домом офицеров ВС РБ, а также членами ветеранских и общественных организаций республики Беларусь.
Высшим органом ВНО является  общее собрание  его членов проводимое ежегодно. Собрания членов военно-научного общества проводятся  дважды в месяц.
Для руководства ВНО на общем собрании избирается сроком на два года Совет, в составе председателя, учёного секретаря,заместителя председателя и членов Совета.Совет подотчётен общему собранию членов военно-научного общества.
В ВНО создаются секции для разработки рекомендованных Советом и утверждённых в органах военного управления тем военно-научных трудов, рефератов, лекций и докладов.
Организационные вопросы и текущая деятельность, в том числе расход финансовых средств, решаются на общем собрании открытым голосованием простым большинством голосов.

## История создания ВНО
В РККА первые военно-научные общества начали создаваться для изучения опыта Гражданской войны и восполнения недостатков военного обучения.В марте 1926 года состоялся 1 Всесоюзный съезд Военно-научного общества,  превративший разрозненные группы в массовую общественную  организацию.Съезд проходил под руководством Калинина М.И.
9 ноября 1956 года приказом министра обороны СССР Маршала Советского Союза Г.К. Жукова были определены задачи Военно-научного общества, а 27 февраля 1957 года утверждено Положение о ВНО. С этого времени и начало работать военно-научное общество при Центральном доме офицеров Белорусского военного округа. После распада СССР, работа общества в Белоруссии не прекратилась. Уже с февраля 1993 года вступило в силу новое Положение о военно-научных обществах при домах офицеров.
По состоянию на 2018 год военно-научное общество насчитывает 65 членов, в его составе 10 генералов и 21 полковник. Председателем Совета  22 января 2020  года избран генерал-лейтенант Гурулев Сергей Петрович , сменивший на посту Председателя генерала-майора Шумилова Вячеслава Григорьевича.
18 марта 2020 года, на учредительном собрании членов, Военно-научное общество при Центральном доме офицеров Вооружённых сил Республики Беларусь было преобразовано в Общественное объединение.
С 2021 года был избран новый Председатель Совета ОО ВНО  генерал-майор в отставке Смольский Станислав Станиславич. 16 июня 2022 года в Центральном Доме офицеров, в Минске прошло торжественное собрание членов ОО ВНО в честь  65-летия создания военно-научного общества в Белоруссии. На этом собрании присутствовал министр обороны РБ генерал-лейтенант Виктор Хренин, выступивший с большой речью и отметивший значительную роль ВНО в деле патриотического воспитания молодого поколения.
25 января 2024 года на отчётно-выборном собрании ОО ВНО Смольский С.С. был освобождён от обязаностей Председателя Совета ОО ВНО.
В июне 2024 года Председателем Военно-научного общества избран генерал-майор запаса Ройко Александр Анатольевич.